# Thalexweiler
Exweiler redirige ici.
Thalexweiler (en Sarrois Dalegsweiler & Exwiller) est un stadtteil de Lebach en Sarre.

## Lieux et monuments

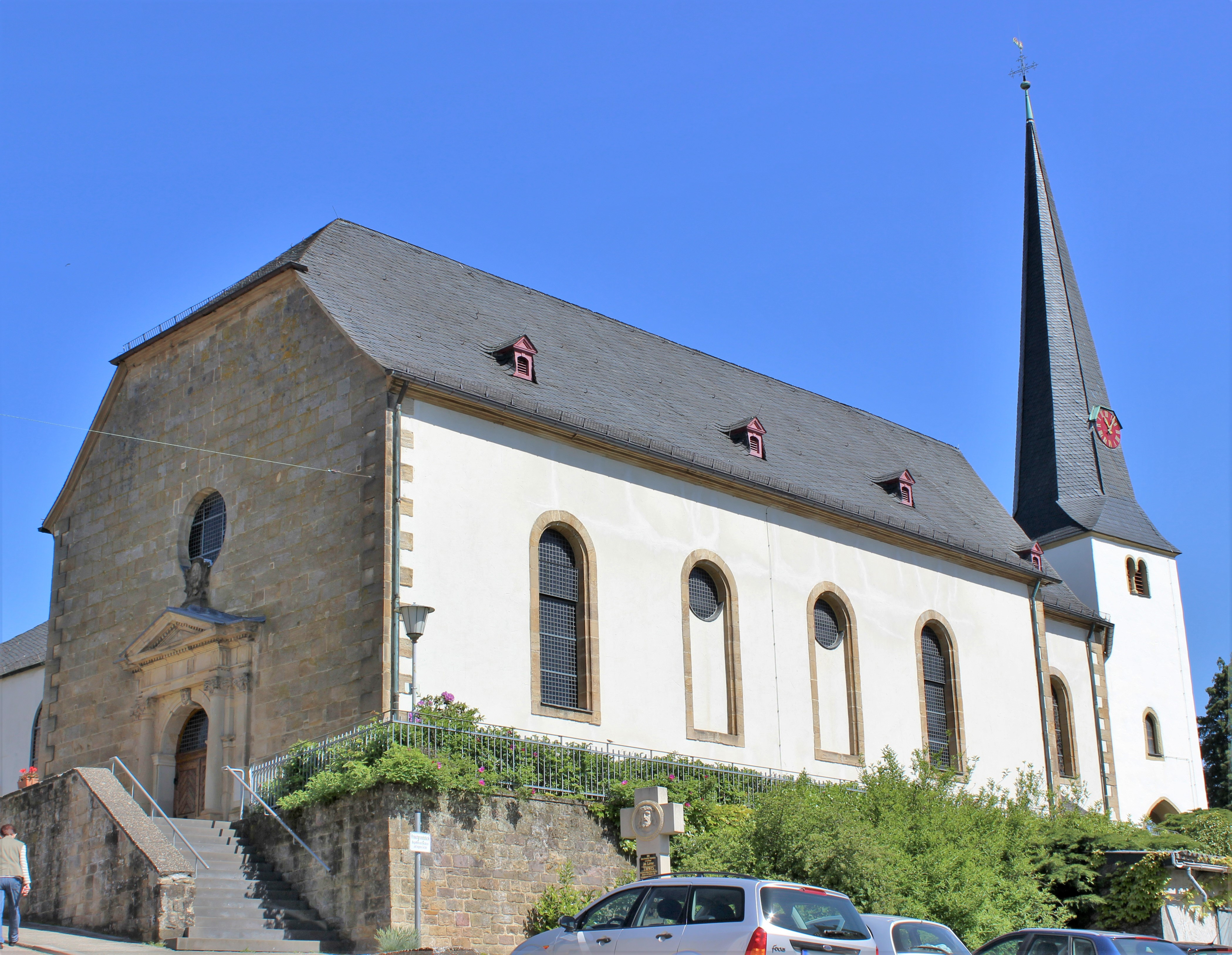
Église St. Alban à Thalexweiler,